# Anapagurus
Anapagurus is een geslacht van kreeftachtigen uit de klasse van de Malacostraca (hogere kreeftachtigen).

## Soorten
- Anapagurus adriaticus García-Gómez, 1994
- Anapagurus alboranensis García-Gómez, 1994
- Anapagurus atlantidii García-Gómez, 1994
- Anapagurus bicorniger A. Milne-Edwards & Bouvier, 1892
- Anapagurus bonnieri Nobili, 1905
- Anapagurus breviaculeatus Fenizia, 1937
- Anapagurus carinatus Harvey, 1998 †
- Anapagurus chiroacanthus (Lilljeborg, 1856)
- Anapagurus congolensis García-Gómez, 1994
- Anapagurus curvidactylus Chevreux & Bouvier, 1892
- Anapagurus hendersoni Barnard, 1947
- Anapagurus hyndmanni (Bell, 1846)
- Anapagurus japonicus Ortmann, 1892
- Anapagurus laevis (Bell, 1846)
- Anapagurus longispina A. Milne-Edwards & Bouvier, 1900
- Anapagurus petiti Dechancé & Forest, 1962
- Anapagurus pusillus Henderson, 1888
- Anapagurus smythi Ingle, 1993
- Anapagurus vossi García-Gómez, 1994
- Anapagurus wolffi Forest, 1961